# Rezerwat przyrody Stawiska
Rezerwat przyrody Stawiska – leśny rezerwat przyrody w województwie śląskim, powiecie kłobuckim, gminie Lipie, w granicach wsi Parzymiechy. Położony jest w otulinie Załęczańskiego Parku Krajobrazowego. Znajduje się on pod zarządem Nadleśnictwa Kłobuck.
Obszar ten podlega także ochronie w ramach sieci Natura 2000 jako specjalny obszar ochrony siedlisk „Stawiska” PLH240024.

## Położenie i powierzchnia
Powierzchnia rezerwatu (wg różnych źródeł) wynosi 6,28 ha (akt powołujący podawał 5,85 ha), lub 6,30 ha Rezerwat leży tuż przy szosie z Parzymiechów do Działoszyna, stanowi enklawę lasów liściastych wśród otaczających go pól uprawnych i łąk.

## Flora i fauna
Utworzony 5 maja 1959 roku w celu ochrony kompleksu grądu niskiego i zbiorowisk łęgowych oraz pomnikowych dębów szypułkowych. Doliczono się 85 pomnikowych dębów szypułkowych o obwodach pni od 380 cm do 674 cm i wieku około 200 do 500 lat. Teren rezerwatu jest silnie podmokły, przez środek przepływa niewielki ciek wodny.
Około stuletni drzewostan tworzy olsza czarna, brzoza brodawkowata, świerk pospolity i buk zwyczajny, a w domieszce występuje jodła pospolita, sosna zwyczajna i topola osika. Obecność krzewów ozdobnych może świadczyć o parkowej przeszłości rezerwatu.
W rezerwacie występuje bogata fauna, m.in.: chrząszcze biegaczowate, rzadkie płazy – traszki, grzebiuszka ziemna, rzekotka drzewna, ropucha szara i zielona; jaszczurki – zwinka i żyworodna; kilka rzadkich gatunków ptaków – myszołów zwyczajny, jastrząb gołębiarz, krogulec, gołąb grzywacz, siniak; także liczne nietoperze znajdują schronienie w rezerwacie dzięki dużej ilości dziupli i wypróchniałych pni starych dębów i wierzb. Większe ssaki nie mają stałej ostoi i występują sporadycznie.